# 델리아 스칼라

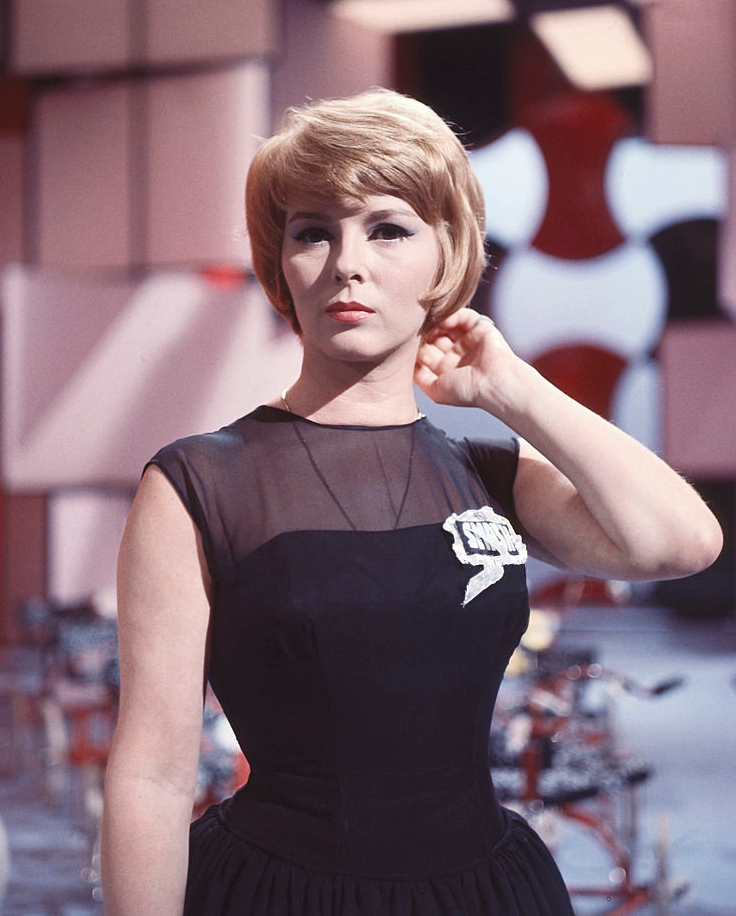
1963년 모습

델리아 스칼라(Delia Scala, 1929년 9월 25일 ~ 2004년 1월 15일)는 이탈리아의 발레리나, 배우이다.